# Wingate (Durham)
Wingate is een civil parish in het bestuurlijke gebied Durham, in het Engelse graafschap Durham met 4168 inwoners.